# Măsură metrică
Măsura unui vers reprezintă numărul de silabe accentuate și neaccentuate dintr-un vers. În metrica antică, un anumit număr de silabe lungi și scurte, determină ritmul unui vers.